# Mandan Indijanci
Mandan (Numakaki, Numangkake), pleme Siouan Indijanaca, naseljeno u povijesno doba uz rijeku Hart, pritok Miissourija a kasnije uz rijeku Knife. Sastojali su se od nekoliko bandi: Nuptadi, Nuitadi, Awigaxa, Istopa ili  'Those Who Tattoo Themselves' .

## Ime
Engleski naziv Mandan nastao je od sličnih egzonima koja koji se javljali u jezicima susjednih Siouan plemena, kao što su Miwátąni, kod Tetona, Miwátani, kod Yanktonai Indijanaca, Mawátani ili Mąwátanį kod Yanktona, ili među Santeema Mawátąna ili Mawátadą etc., a njegovo je značenje  'those who live along the river' .
Sami sebe oni su nazivali Rųwą́ʔka·ki što pisalo ponekad i kao Numakaki ili Numangkake. Postokao je i naziv Wį́ʔti Ų́tahąkt ili "East Village" od čega je u engleskom jeziku nastalo Metutahanke ili Mitutahankish, a dolazi po njihovom ranijem selu. Najnoviji naziv je Rų́ʔeta "ourselves, our people". 
Kod Indijanaca Hidatsa postojali su nazivi A-rach-bo-cu koji bilježi Long (1791) i How-mox-tox-sow-es.  Indijanci Arikara nazivakli su ih Kanit', Ottawa Kwowahtewug, Cheyenne Mo-no'-ni-o, i kod Crow Indijanaca U-ka'-she, ili "earth houses," Značenja ostalih naziva nisu poznati.
Mnogi drugi alternativni nazivi u raznoj literaturi za njih su: Mayátana, Mayátani, Mąwádanį, Mąwádąδį, Huatanis, Mandani, Wahtani, Mantannes, Mantons, Mendanne, Mandanne, Mandians, Maw-dân, Meandans, les Mandals, Me-too´-ta-häk, Numakshi, Rųwą́ʔkši, Wíhwatann, Mevatan, Mevataneo.

## Povijest
Prema prvim bijelim posjetiteljima mandani imaju različite tradicije o svom istočnjačkom porijeklu, i vjerojatno su, smatra Swanton, došli negdje iz područja Winnebaga ili Ohia. Prema Mandanima, oni se prvo nastanjuju u području rijeke White, pritoci Missourija, u današnjoj Južnoj Dakoti, nakon čega se pokreču na rijeku Moreau, te na rijeku Heart, gdje ih nalaze prvi bijelci. Prvi među njih 1738. dolazi frankokanadski trgovac krznom i istraživač Varendrye. Godine 1750. oni su imali devet sela, ali 1776. preostalo ih je svega dva koja se već nlaze 4 milje (opko 6 km) od ušća Rijeke Nož (Knife River), to su Ruptari i Metutahanke. Ovdje ih 1804. nalazi i ekspedicija Lewisa i Clarka. 
Dolazak bijelaca za Indijance znači i dolazak raznih bolesti, pa su 1837. gotovo uništeni od epidemije boginja, a od 1.500 preostalo ih je svega 31. Oslabljeni i gotovo nestali pridržuju je 1845. plemenu Hidatsa i odlaze na rezervat Fort Berthold gdje i danas žive njihovi potomci. Ova dva plemena zajedno s Arikarama ujedninjeni su pod imenom Three Affiliated Tribes ili MHA (Mandan, Hidatsa, Arikara) Nation.
Edwin Benson, posljednji govornik mandanskoga jezika, preminuo je 9. prosinca 2016. godine.

## Etnografija
Mandani su seoski ali pravi prerijski Indijanci, lovci na bizone, i uzgajivači kukuruza (mandan corn, vidi), a zajedno s Arikarama i Hidatsama antropolozi (W. Raymond Wood) ih smatraju prerijskim seoskim stanovništvom. Živjeli su u velikim zemljanim kućama, u naseljima zaštićenim palisadama. U blizini svojih sela bave se sadnjom, kukuruza, graha, tikava. Da bi biljke mogle rasti, prema mandanskom vjerovanju brine besmrtna starica, koja živi negdje daleko na jugu. Ona u proljeće šalje svoje zamjenike da umjesto nje obave posao kako bi biljke bile napredne. To su uglavnom vodene ptice, pa je divlja patka zadužena za grah a divlja guska za kukuruz. 
Lov je veoma važan, jer im je to jedini način da dođu do mesa. Toga radi priređivali su razne ceremonije. Najvažnija je svakako višednevna Okipa ili O-kee-pa (Okeepa) dance ('podražavanje'), a dovodi se u vezu s lovom uopće, i s ljetnim i sa zimskim. Imala je dvojaku funkciju, te uz funkciju komemoriranja mitskih događaja i funkciju poticanja plodnosti bizona, znači sinkretičkog značaja, i morala je trajati nekoliko mjeseci, odnosno dok traje steonost. Okipa se održavala u vrijeme najvrućih dana, dok su za hladnih zimskih dana održavali Snow Owl, Red Stick i White Buffalo Cow ceremonije.
Ceremonija Crvenog štapa ima za cilj da od prosinca do ožujka privuče bizone. Za tu bi zgodu mladi muževi prepuštali svoje žene starcima, ostavljajući ih gole ispod krznenih ogrtača. Starci su utjelovljavali bizone, i kroz zbiljski ili simbolični koitus prenosili mlađima, posredstvom žena, svoje natprirodne moći, i na taj način osiguravali uspjeh u lovu i ratu. Mit o Crvenom štapu spominje djevojku Kukuruznu svilu (Corn Silk) koja bježi od svoga zavodnika, a na njezinom povratku usvaja djevojčicu First Tretty Woman koju dovodi u selu, ali se ispostavilo da je ona proždrljivi div, koja proždire sve stanovnike. Personifikacija je gladi. Prokazali su je bizoni pa je spaljuju na lomači. Od tog vremena kad zimi selu zaprijeti glad, doći će bizoni koji će se ponuditi kao hrana, u znak zahvalnosti što su i mladi muževi ponudili svoje žene.
I ceremonija Bijele bizonke zimska je ceremonija, a bila je zajednička i Mandanima i njihovim daljnjim srodnicima Hidatsama. Krzno bijele bizonice kod Mandana imalo je veoma visoku cijenu (15 konja, kaže Eva Lips), ali bilo je i na visokoj cijeni po tome što se zajedno s klipom kukuruza i grančicom pelina žrtvovalo samom suncu. 
 Pohk-hong 
Pohk-hong je ispit hrabrosti i izdržljivosti kojemu se podvrgavaju mladići plemena Mandana da bi mogli postati ratnicima. Ovu surovu inicijaciju opisao je George Catlin [američki slikar, 1796-1872]. Obredu prethodi četverodnevni post i bdjenje, nakon čega ispitanika ispod krova vračeve kuće vežu užetima, koja su pričvršćena za štapiće provučene kroz mišiće na grudima i na leđima. Na drugim štapovima objesili bi njihovo oružje i jednu ili dvije bizonove glave. Ovako obješene vrtjeli bi ih na konopcima dok ne bi izgubili svijest. Nakon što bi se osvijeste odsjekli bi im jedan članak na prstu, te ih vukli po podu dok se ne bi kidanjem mišića i kože uspjeli osloboditi tereta i konopaca. Cijeli obred morao se odvijati bez glasnog pokazivanja boli, ili bi se prekidao, a ispitanik bi bio izvrgnut podrugivanju žena. Rane bi kasnije zacijelio vrač ljekovitim travama. 
 Struktura društva 
Prema Morganu, Mandani su svoje porijeklo računali po ženskoj lozi, a položaj i imovina nasljeđivali su se unutar klana. Sklapanje bračnih veza unutar klana također je zabranjivano. Izvjesni Joseph Kip iz starog mandanskog sela na Missouriju, a čija je majka bila Mandanka 1876. navodi da je naslijedio svoj klan po majci, što je također potvrda o matrilinearnosti Mandana.
Mandani su imali 7 klanova:
1. Ho-ra-ta-mu-mäke (Wolf; Vuk). 2. Ma to-no-mäke (Bear; Medvjed). 3. See-poosh ka (Prairie Chicken; Prerijski pijetao). 4. Tä-na tsu-kä (Good Knife; Dobri nož). 5. Ki-tä ne-mäke (Eagle; Orao). 6. E-stä-pa' (Flathead; plosnatoglavi). 7. Me-te-ah'-ke (High Village; Gornje selo).

## Vanjske poveznice
- Mandan  Arhivirana inačica izvorne stranice od 2. studenoga 2007. (Wayback Machine)
- Mandan Indians  Arhivirana inačica izvorne stranice od 15. listopada 2007. (Wayback Machine)
- Mandan Indian Tribe History
- George Catlin, Letters And Notes on the Manners, Customs, and Conditions of North American Indians